# Pakistan International Airlines

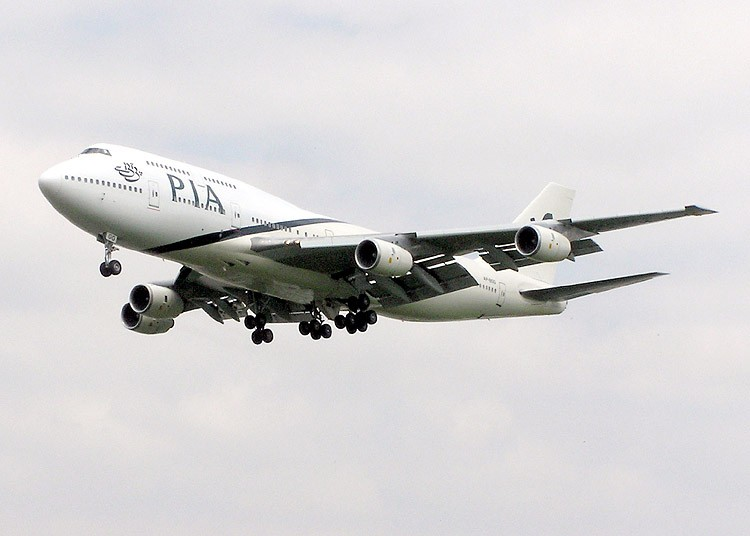
Boeing 747-300 w barwach PIA

Pakistan International Airlines, znane jako PIA – narodowe linie lotnicze Pakistanu powstałe w 1946 roku pod nazwą Orient Airways. Baza i główna siedziba linii znajduje się na międzynarodowym lotnisku w Karaczi. PIA obsługuje 27 krajowych i 42 międzynarodowe połączenia lotnicze z Azją, Europą i Północną Ameryką. W 87% linie należą do rządu Pakistanu, a pozostałych 13% pozostaje w rękach udziałowców.
Głównymi portami lotniczymi obsługiwanymi przez linie są: Karaczi, Lahaur i Islamabad.
W rankingu Agencji Skytrax Pakistan International Airlines w 2023 roku posiadały dwie gwiazdki.

## Historia

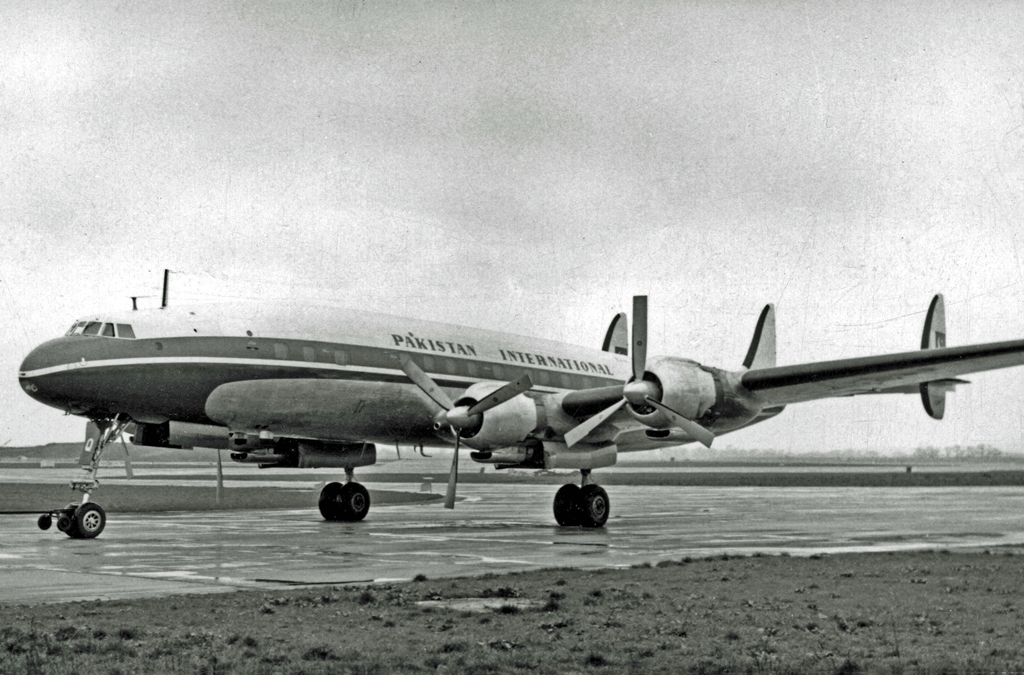
Lockheed Constellation

Początki Pakistan International Airlines sięgają czasów, kiedy Pakistan nie był odrębnym państwem, a regionem Indii Brytyjskich. W 1946 roku Muhammad Ali Jinnah, indyjski polityk, zwolennik wyodrębnienia z północnych części Indii państwa dla muzułmanów, doszedł do wniosku, że w rozwoju formującego się Pakistanu, niezbędne będą narodowe linie lotnicze. O pomoc w ich założeniu poprosił przedsiębiorcę Mirza Ahmad Ispahani. W tym samym czasie, 23 października 1946 roku, w indyjskiej Kalkucie zarejestrowano Orient Airlines. W lutym 1947 roku linie zakupiły cztery maszyny DC-3 i w czerwcu 1947, rozpoczęły loty z Kalkuty do Sittwe i Rangun. Były to pierwsze powojenne, międzynarodowe połączenia linii lotniczych zarejestrowanych w Indiach. Dwa miesiące po rozpoczęciu działalności Orient Airways, powstało państwo Pakistan. Nadeszła wielka migracja, Orient Airways z pomocą brytyjskich BOAC, utworzyły połączenie lotnicze pomiędzy stolicą Indii - Delhi, a stolicą Pakistanu - Karaczi. Kolejnym krokiem w drodze do ustanowienia linii narodowymi, było przeniesienie siedziby z Kalkuty do Karaczi, jednocześnie rozpoczęto loty na trasie Karaczi-Dhaka. Z końcem 1949 roku we flocie znajdowało się już 10 maszyn DC-3 oraz 3 Convair 240.
Orient Airways były prywatnymi liniami lotniczymi, co wiązało się z ograniczonym kapitałem oraz źródłami przychodów. Rząd Pakistanu zadecydował o utworzeniu linii lotniczych finansowanych z budżetu państwa i zaprosił Orient Airways do współpracy. W efekcie - 10 stycznia 1955 roku ogłoszono powstanie Pakistan International Airlines Corporation. Jeszcze tego samego roku rozpoczęto loty na trasie z Karaczi do Londynu, obsługiwanej przez trzy samoloty Lockheed L-1049C Super Constellation. W maju 1956 PIA zamówiły kolejne dwie maszyny Lockheed Constellation oraz pięć Vickers Viscount 815.

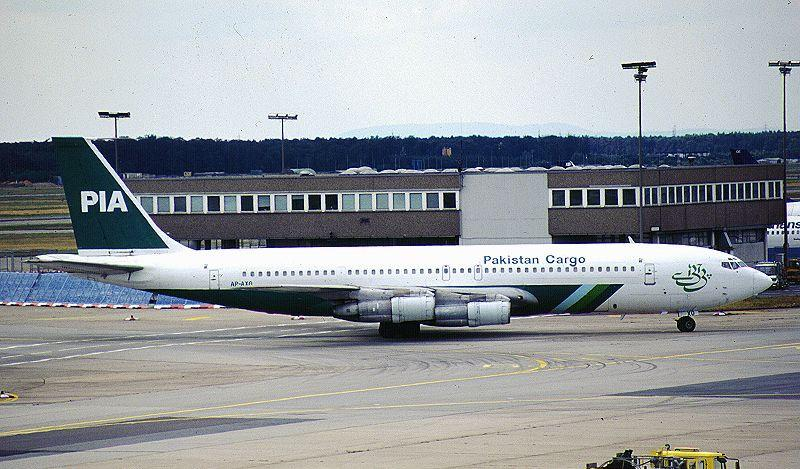
PIA Cargo

W 1960 roku PIA włączyły do swojej floty Boeinga 707 na trasie Londyn-Karaczi-Dhaka i tym samym stały się pierwszymi azjatyckimi liniami, które posiadały samolot odrzutowy. Zaledwie rok później, w 1961 uruchomiły połączenie lotnicze z Karaczi do Nowego Jorku. W tym czasie PIA zamówiły kolejne maszyny: Fokker F27, Boeing 720 i helikoptery Sikorsky S-61. Jeszcze tego samego roku jeden z samolotów Boeing 720 ustanowił rekord świata pokonując trasę z Londynu do Karaczi w czasie 6 godzin, 43 minut i 51 sekund. Po dziś dzień nikt nie pobił tego rekordu. W 1964 roku PIA zostały pierwszymi liniami lotniczymi z niekomunistycznego kraju, które latały do Chin. W latach 60. do floty Pakistan International Airways dołączyły również cztery maszyny Hawker Siddeley Trident, które zastąpiły nabyte kilka lat wcześniej Vickers Viscount 815.
W 1972 roku PIA podpisały porozumienie z jugosłowiańskimi liniami Jat Airways. W 1973 w skład floty weszły McDonnell Douglas DC-10 i pełniły służbę do pojawienia się Boeingów 707-300. Rok później, w 1974 PIA rozpoczęły loty cargo do Nowego Jorku pod nazwą Pakistan International Cargo. W 1975 roku wprowadzono nowe uniformy dla stewardes, ich projekt był wynikiem otwartego konkursu, którego zwycięzcą został sir Hardy Amies - projektant strojów Królowej Elżbiety II.
W 1976 roku we flocie PIA pojawiły się pierwsze Boeingi 747.
Lata 80. dla Pakistan International Airlines rozpoczęły się otwarciem centrum cargo w Karaczi oraz dostawą maszyny Airbus A300B4-203. W tym samym dziesięcioleciu linie zostały pierwszymi azjatyckimi liniami posiadającymi samoloty Boeing 737, a w 1989 roku za sterami maszyn PIA usiadły pierwsze kobiety.
W czerwcu 1991 roku do PIA dostarczono sześć samolotów typu Airbus A310-300. W 1992 ustanowiono połączenia z Taszkentem oraz Zurychem, a w 1994 dodano Dżakartę, Fudżajrę, Baku i Al-Ajn. W 1995 PIA otrzymały symulator lotu B747 oraz zakupiły używanego Airbusa A300 od Air France. Rok później do floty dołączył Tupolev Tu-154, który używany był jedynie przez krótki okres. W 1999 roku PIA wzięły w leasing cztery Boeingi 747-300 (od Cathay Pacific), które zastąpiły starzejące się B747-200M.
W lipcu 2002 PIA nabyły od Cathay Pacific sześć Boeingów 747-300 (pięć z nich wcześniej zostało wziętych w leasing), które obsługiwały trasy do Północnej Ameryki i Europy. W październiku 2002 zakupiono osiem maszyn typu Boeing 777 w trzech różnych wersjach (trzy 777-200ER, dwa 777-200LR i trzy 777-300ER). Jeden z nich, B777-300ER został później zaprezentowany na Air Show w Paryżu w 2005 roku. 
3 listopada 2005 PIA podpisały kontrakt na dostawę siedmiu maszyn ATR 42-500, które zastąpiły wysłużone Fokkery F-27.
5 marca 2007 Komisja Europejska zezwoliła PIA na loty do Europy jedynie ośmioma spośród 44 maszyn znajdujących się we flocie, wpisując jednocześnie linie na czarną listę przewoźników, mających całkowity lub częściowy zakaz lotów nad kontynentem europejskim. W wyniku kolejnych kontroli, 29 listopada 2007 Unia Europejska usunęła Pakistan International Airlines z czarnej listy.
W kwietniu 2009 zarząd zdecydował o wprowadzeniu długoterminowego planu rozwoju linii, zawierającego m.in. zakup samolotów Airbus A380.

## Flota

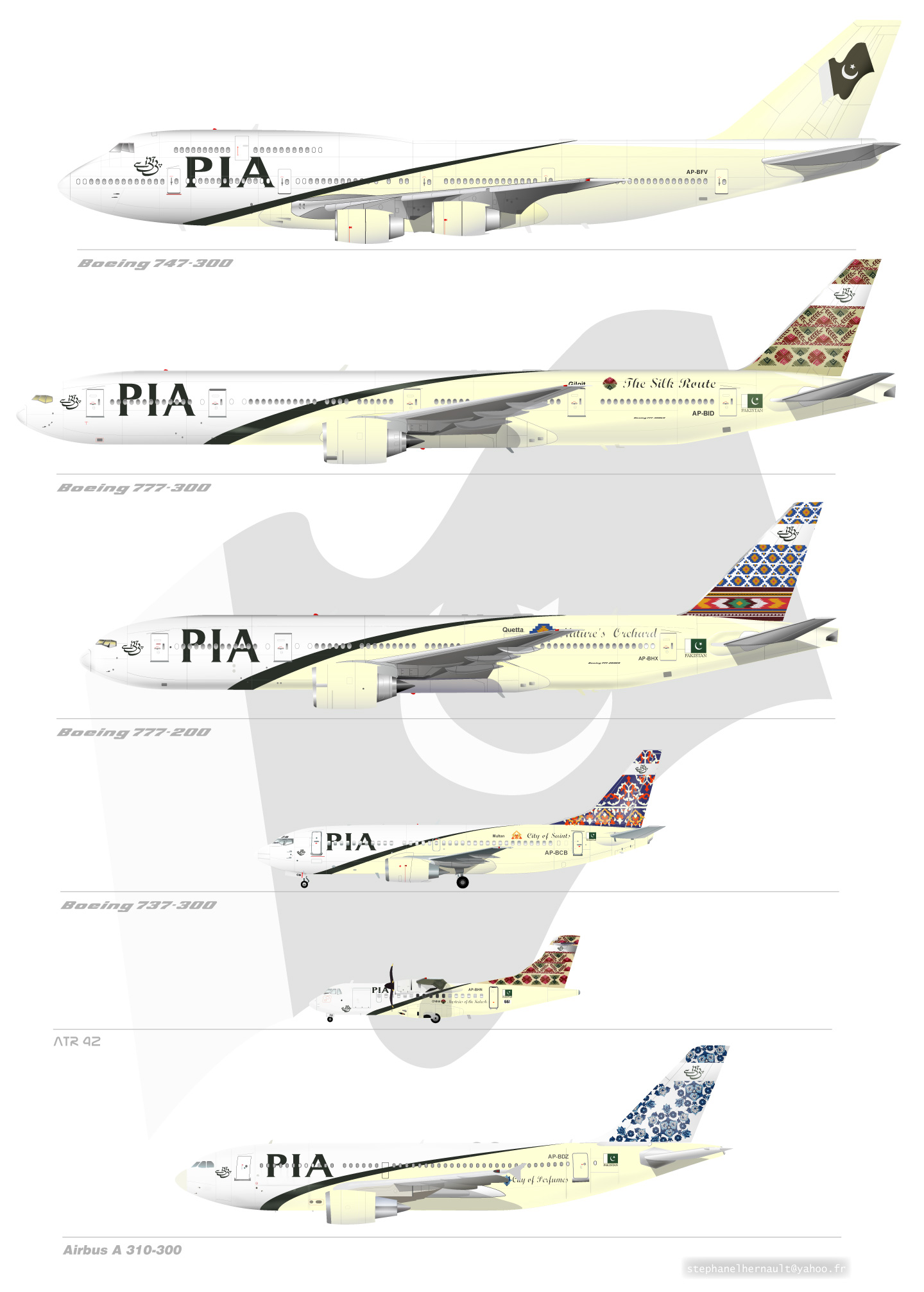
Flota PIA

W skład floty Pakistan International Airways wchodzi 40 maszyn (stan na czerwiec 2011). W katalogu klientów Boeinga PIA otrzymały numer 40 (stąd wszystkie samoloty wyprodukowane dla przewoźnika mają numer seryjny zakończony liczbą 40, np. Boeing 777-240, Boeing 777-340)
| Samolot         | Ilość |
| --------------- | ----- |
| Airbus A310-300 | 12    |
| ATR 42          | 7     |
| Boeing 737-300  | 6     |
| Boeing 747-200  | 1     |
| Boeing 747-300  | 5     |
| Boeing 777-200  | 6     |
| Boeing 777-300  | 3     |
| Razem:          | 40    |

## Porty docelowe
| Państwo                      | Miasto              | Port lotniczy                                |
| ---------------------------- | ------------------- | -------------------------------------------- |
| Ameryka Północna             |                     |                                              |
| Kanada                       | Toronto             | Port lotniczy Toronto-Lester B. Pearson      |
| Stany Zjednoczone            | Chicago             | Port lotniczy Chicago-O’Hare                 |
| Stany Zjednoczone            | Nowy Jork           | Port lotniczy Nowy Jork-JFK                  |
| Azja                         |                     |                                              |
| Afganistan                   | Kabul               | Port lotniczy Kabul                          |
| Arabia Saudyjska             | Az-Zahran           | Port lotniczy Az-Zahran                      |
| Arabia Saudyjska             | Rijad               | Port lotniczy Rijad                          |
| Arabia Saudyjska             | Dżudda              | Port lotniczy Dżudda                         |
| Arabia Saudyjska             | Medyna              | Port lotniczy Medyna                         |
| Bahrajn                      | Bahrajn             | Port lotniczy Bahrajn                        |
| Bangladesz                   | Dhaka               | Port lotniczy Dhaka                          |
| Chiny                        | Urumczi             | Port lotniczy Ürümqi-Diwopu                  |
| Chiny                        | Pekin               | Port lotniczy Pekin                          |
| Chiny                        | Guangzhou           | Port lotniczy Guangzhou                      |
| Indie                        | Bombaj              | Port lotniczy Chhatrapati Shivaji            |
| Indie                        | Delhi               | Port lotniczy Indira Gandhi                  |
| Iran                         | Zahedan             | Port lotniczy Zahedan                        |
| Japonia                      | Tokio               | Port lotniczy Narita                         |
| Katar                        | Doha                | Port lotniczy Doha                           |
| Kuwejt                       | Kuwejt              | Port lotniczy Kuwejt                         |
| Malezja                      | Kuala Lumpur        | Port lotniczy Kuala Lumpur                   |
| Nepal                        | Katmandu            | Port lotniczy Katmandu                       |
| Oman                         | Maskat              | Port lotniczy Maskat                         |
| Pakistan                     | Bahawalpur          | Port lotniczy Bahawalpur                     |
| Pakistan                     | Peszawar            | Port lotniczy Peszawar                       |
| Pakistan                     | Dalbandin           | Port lotniczy Dalbandin                      |
| Pakistan                     | Dera Ghazi Khan     | Port lotniczy Dera Ghazi Khan                |
| Pakistan                     | Dera Ismail Khan    | Port lotniczy Dera Ismail Khan               |
| Pakistan                     | Fajsalabad          | Port lotniczy Fajsalabad                     |
| Pakistan                     | Gilgit              | Port lotniczy Gilgit                         |
| Pakistan                     | Gwadar              | Port lotniczy Gwadar                         |
| Pakistan                     | Hajdarabad          | Port lotniczy Hajdarabad                     |
| Pakistan                     | Islamabad           | Port lotniczy Islamabad                      |
| Pakistan                     | Karaczi             | Port lotniczy Karaczi                        |
| Pakistan                     | Lahaur              | Port lotniczy Lahaur                         |
| Pakistan                     | Mohendżo-Daro       | Port lotniczy Mohendżo-Daro                  |
| Pakistan                     | Multan              | Port lotniczy Multan                         |
| Pakistan                     | Nawabshah           | Port lotniczy Nawabshah                      |
| Pakistan                     | Panjgur             | Port lotniczy Panjgur                        |
| Pakistan                     | Peszawar            | Port lotniczy Peszawar                       |
| Pakistan                     | Kweta               | Port lotniczy Kweta                          |
| Pakistan                     | Rahimjar Khan       | Port lotniczy Rahimjar Khan                  |
| Pakistan                     | Sijalkot            | Port lotniczy Sijalkot                       |
| Pakistan                     | Skardu              | Port lotniczy Skardu                         |
| Pakistan                     | Sukkur              | Port lotniczy Sukkur                         |
| Pakistan                     | Turbat              | Port lotniczy Turbat                         |
| Pakistan                     | Zhob                | Port lotniczy Zhob                           |
| Sri Lanka                    | Kolombo             | Port lotniczy Kolombo                        |
| Tajlandia                    | Bangkok             | Port lotniczy Bangkok-Suvarnabhumi           |
| Turcja                       | Stambuł             | Port lotniczy Stambuł-Atatürk                |
| Zjednoczone Emiraty Arabskie | Al-Ajn              | Port lotniczy Al-Ajn                         |
| Zjednoczone Emiraty Arabskie | Dubaj               | Port lotniczy Dubaj                          |
| Zjednoczone Emiraty Arabskie | Szardża             | Port lotniczy Szardża                        |
| Zjednoczone Emiraty Arabskie | Abu Zabi            | Port lotniczy Abu Zabi                       |
| Europa                       |                     |                                              |
| Dania                        | Kopenhaga           | Port lotniczy Kopenhaga-Kastrup              |
| Francja                      | Paryż               | Port lotniczy Paryż-Roissy-Charles de Gaulle |
| Hiszpania                    | Barcelona           | Port lotniczy Barcelona                      |
| Holandia                     | Amsterdam           | Port lotniczy Amsterdam-Schiphol             |
| Niemcy                       | Frankfurt nad Menem | Port lotniczy Frankfurt                      |
| Norwegia                     | Oslo                | Port lotniczy Oslo-Gardermoen                |
| Wielka Brytania              | Glasgow             | Port lotniczy Glasgow                        |
| Wielka Brytania              | Leeds/Bradford      | Port lotniczy Leeds/Bradford                 |
| Wielka Brytania              | Londyn              | Port lotniczy Londyn-Heathrow                |
| Wielka Brytania              | Birmingham          | Port lotniczy Birmingham                     |
| Wielka Brytania              | Manchester          | Port lotniczy Manchester                     |
| Włochy                       | Mediolan            | Port lotniczy Mediolan-Malpensa              |

## Katastrofy i wypadki
- 25 lutego 1956 roku Douglas DC-3 (AP-ACZ) wykonujący lot cargo z Gilit do Islamabadu rozbił się w wyniku błędu pilota i złych warunków atmosferycznych. Zginęło 3 członków załogi[5].
- 1 lipca 1957 Douglas DC-3 (AP-AJS) rozbił się w Bangladeszu zabijając wszystkie 24 osoby znajdujące się na pokładzie[5].
- 15 maja 1958 roku Convair 240 (AP-AEH) tuż po nocnym starcie z Delhi przy słabej widoczności, uderzył w ziemię zabijając 21 z 28 osób na pokładzie oraz dwie osoby na ziemi[5].
- 20 maja 1965 roku Boeing 720-040B (AP-AMH) z nieznanych przyczyn rozbił się podczas podchodzenia do lądowania na lotnisko w Kairze. Spośród 127 osób na pokładzie przeżyło jedynie 6 pasażerów[5].
- 6 sierpnia 1970 Fokker F27 (AP-ALM) podczas krótkiego lotu z Rawalpindi do Lahore uległ katastrofie w wyniku złych warunków atmosferycznych. Śmierć poniosło 26 pasażerów i 4 członków załogi[5].
- 26 listopada 1979 roku załoga Boeinga 707-300 (AP-AWZ) na trasie z Dżuddy do Karaczi zgłosiła pożar na pokładzie. Samolot rozpoczął zniżanie przygotowując się do lądowania awaryjnego. Maszyna rozbiła się w skalistych rejonach 48 kilometrów na północ od Taif w Arabii Saudyjskiej. Zginęli wszyscy znajdujący się na pokładzie, łącznie 156 osób.[5]
- 25 sierpnia 1989 roku doszło do katastrofy Fokkera F27 (AP-BBF) lecącego z Gilit do Islamabadu. Śmierć poniosły 54 osoby - 49 pasażerów i 5 członków załogi[5].
- 28 sierpnia 1992 Airbus A300 (AP-BCP) rozbił się o zbocze góry podczas podchodzenia do lądowania w Katmandu w Himalajach. Zginęło wówczas 167 osób, nikt nie przeżył[5].
- 10 lipca 2006 roku Fokker F27 (AP-BAL) rozbił się tuż po starcie z lotniska w Multan. Załoga zgłosiła problemy z silnikiem, samolot sciął linie wysokiego napięcia po czym rozbił się w polu. Zginęło 41 pasażerów 4 członków załogi, wszyscy znajdujący się na pokładzie[5].
- 22 maja 2020 roku, krótko po wznowieniu w Pakistanie lotów komercyjnych zawieszonych w związku z pandemią COVID-19, w pobliżu lotniska w Karaczi rozbił się samolot ze 107 osobami na pokładzie[6].